# Cölöp (heraldika)
A cölöp olyan függőleges mesteralak, mely a pajzs cölöphelyén helyezkedik el és a pajzs szélességének 1/3-át, más definíció szerint 2/7-ét foglalja el. Több cölöp esetén ezek az arányok módosulnak. A páros számú osztóvonal által létrejövő mezők közül a két szélsőnek egyforma színűnek kell lennie, különben nem (egy szokványos) mesteralak, hanem hasított pajzs jön létre. Háromszor, ötször stb. hasított pajzsról van szó akkor is, ha csak két borítás fordul elő, de az osztóvonalak száma páratlan. 

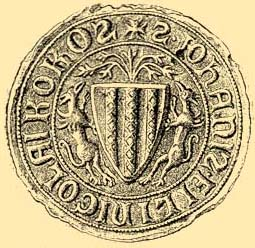
Három cölöp Németújvári Kakas János pecsétjén

Névváltozatok:
(két fehér) galand (Arany János: Daliás idők [1853-1855] 3. ének, 16. vö. harántpólya), (függőleges) csíkolat (Nagy Iván VI. 58.), függőleges csikolat (Nagy Iván V. 70.), függőleges szelemen (Nagy Iván IX. 457.), szelemen (fascia) (Nagy Iván VIII. 37.), karó (Nagy Iván X. 415.), hasáb, szalag (Nagy Iván I. 97.), függőleges pólya (fascia) (Nagy Iván X. 112.), függélyes pólya (Barna-Sümeghy 86.), függőleges oszlop (Gömbös 78.), szobor (TESz. III. 774.), cölöpszál (Bedingfeld 137.)
fr: pal, en: pale, de: Pfahl, cs: kůl, la: palus, (Spener 1717, 130.), cippus 
rövidítések
Általában mind a két vége érintkezik a pajzs szélével. Ha egyik végén sem érinti a pajzsot, a cölöp lebegő. Nemcsak egyenes, hanem mindenféle görbe és szögletes vonalakkal meg lehet rajzolva. (Lásd erre az osztóvonal címszót.) Megkülönböztető jegyei szerint a cölöp lehet lékelt, egyik végén hegyes, stb. Helyzete szerint jobb oldali (a cölöphelytől jobbra) vagy bal oldali cölöp (a cölöphelytől balra elhelyezkező), más címerábrákkal díszített stb. Változata a karó, mely félszélességű cölöp, a pajzsszélesség 1/6-a és a szál, mely egyharmad szélességű cölöp, a pajzsszélesség 1/12-e. A pajzsszélesség 1/14-ét kitevő cölöp neve léc (de: Pfahlleiste). Ennél kisebb osztási fok már értelmetlen. Ha a cölöpök az egész pajzsot befedik, cölöpölt a neve.

## Alaptípusok

Cölöp (a pajzs szélességének 2/7-e)
Cölöp (a pajzs szélességének 1/3-a)
Karó (a pajzs szélességének 1/6-a, azaz félszélességű cölöp)
Szál (a pajzs szélességének 1/12-e, azaz félszélességű karó) (fr: vergette, en: endorse, de: Pfahlfaden, Stab)
Léc (de: Pfahlleiste)
Széles cölöp (itt a pajzs szélességének 3/5-e – más felfogásban értelmezhető úgy is, mint egy ún. jobb oldal és bal oldal vagy egy szóval jobbhasítás, illetve balhasítás (jobb- és baloldalt hasított) mesteralak együttese)

## Megkülönböztető jegyek

### Szám

Ikercölöp
Három cölöp
Négy cölöp (Aragónia címere)

### Hozzáadott jegyek
A hozzáadott jegyek a számmal és díszítéssel egymás között is kombinálódhatnak. Készíhető például két vörös, aranyliliomokkal bevetett, lékelt hullámos lebegő jobb oldali cölöp is.

#### Külön jegyek
A különféle vonalakkal megrajzolt lehetséges cölöpökre lásd az osztóvonal címszót.

Elöl ormós cölöp
Hátul ormós cölöp
Ellenormós cölöp
Csúsztatottormós cölöp
Egymástól domborúan elforduló ikercölöp (fr: deux pals ployés adossés)

#### Helyzet

Jobbratolt cölöp (jobb oldali cölöp, jobb cölöp; a pajzs cölöphelyétől jobbra eltolt cölöp) (de: rechter Pfahl)
Balratolt cölöp (bal oldali cölöp, bal cölöp; a pajzs cölöphelyétől balra eltolt cölöp) (de: linker Pfahl)
Összetolt cölöp (de: aneinandergeschobenen Pfahl), két külön összetolt cölöpből áll, melyek között nincs szabad tér; nem tévesztendő össze a hasított cölöppel, melynek szélessége nem lépi túl a szokványos cölöpét (lásd a borításnál)

### Kiegészítő jegyek

Széttolt cölöp
felül hegyes cölöp
A végein hegyes (ezért lebegő) cölöp (de: doppelt endgespitzter Pfahl)
Felül csonka cölöp
Felül csonka lékelt cölöp (a lékelésnél az alap borítása áttetszik a résen)
Szegett cölöp
Keretezett cölöp
Léces cölöp
Elöl léces cölöp
Hátul léces cölöp

#### Díszítés és szerkezeti viszonyok

A fő mesteralak a pajzsfő, a mellék-mesteralak a három evetes cölöp, mert ezek alkalmazkodnak a fő mesteralak geometriájához
A fő mesteralak a négy cölöp, nem a kis sakkfigurák (bástyák), melyek alkalmazkodnak a cölöpök geometriájához
A fő mesteralak a négy cölöp, nem a tornagallér, mely a címerekben általában csak mellékjegyként szolgál. Esetünkben is erről van szó, az aragóniai uralkodócsalád egy tagját különböztetik meg általa.
A fő mesteralak a telek, nem a cölöpök

#### Borítás

Hasított cölöp (de: gespaltene Pfahl) (kétféle borítású cölöp); nem tévesztendő össze az összetolt cölöppel, mely két külön cölöp egymás mellé helyezése (lásd a helyzetnél)
Ezüst-vörös szarufázott cölöp (de: mit sparren belegt Pfahl) (kétféle borítású cölöp)